# PC-Ware
Die PC-Ware Information Technologies AG war ein international tätiges Unternehmen für IT-Dienstleistungen mit Sitz in Leipzig.

## Geschäftsfeld
Das Hauptgeschäftsfeld von PC-Ware war der Handel mit Standardsoftware, Softwarelizenzierung sowie Lizenzhandel.

## Unternehmen
Knut Löschke war von 1990 bis 2009 Vorstandsvorsitzender und Geschäftsführer der PC-Ware.

## Geschichte

### Gründung & 1990er Jahre
Das Unternehmen wurde 1990 als PC-Ware Gesellschaft für Industrieinformatik Leipzig GmbH gegründet. Gründer des Unternehmens war Knut Löschke. 1998 wurde das Unternehmen durch eine Verschmelzung mit der PC-Ware Gesellschaft für Industrieinformatik mbH in Obertshausen zu einer Aktiengesellschaft, der PC-Ware Information Technologies AG. Im Jahr 2009 hatte PC-WARE ein Geschäftsvolumen von mehr als 1 Mrd. Euro.

### 2000er Jahre
Ab 2000 war PC-Ware an der Frankfurter Wertpapierbörse notiert. Im März 2003 wechselte das Unternehmen in den Prime Standard.
2001 wurden die europäischen Tochtergesellschaften des amerikanischen Unternehmens Programmer’s Paradise Inc. aufgekauft.
2002 erfolgte eine 70 Prozent Mehrheitsbeteiligung an der Bison Systems AG (siehe Bison Holding) in der Schweiz.
Im März 2006 expandierte PC-Ware nach Skandinavien durch Übernahme der Ravenholm-Unternehmensgruppe. Am 1. Juni 2007 übernahm PC-Ware die Comparex Central Europe and Iberia (die Ländergesellschaften Österreich, Spanien, Tschechien, Slowakei, Slowenien, Ungarn, Polen und Rumänien). Durch diese Übernahme stieg bis zum Ende des Geschäftsjahres 2010/11 die weltweite Mitarbeiterzahl auf mehr als 1700.
Ende 2008 unterbreitete Raiffeisen Informatik Gruppe über das Konzernunternehmen Peruni Holding GmbH ein freiwilliges öffentliches Übernahmeangebot, in dessen Folge die Raiffeisen Informatik Gruppe bis März 2009 gut 73 % der Anteile an PC-Ware Information Technologies AG hielt.

### Übernahme
Über einen Squeeze-out im Januar 2011 erhielt die Raiffeisen Informatik GmbH 100 Prozent der Anteile an der PC-Ware Information Technologies AG über die Peruni Holding GmbH. In der Folge widerrief das Unternehmen mit Wirkung zum 24. Januar 2011 die Zulassung der PC-Ware Stammaktien an der Frankfurter Wertpapierbörse.

## Kritik
In eine kritische Medien-Berichterstattung gelangte die PC-Ware nach der Übernahme durch die Raiffeisen Informatik und dem Austausch der Unternehmensleitung im Sommer 2009. Vorstandsvorsitzender Knut Löschke und Finanzvorstand Tillmann Blaschke legten im Juni 2009 ihre Ämter nieder. Klaus Elsbacher wurde daraufhin vom Aufsichtsrat zum neuen Vorstandsvorsitzenden und Thomas Reich zum Finanzvorstand bestellt. Die Belegschaft fürchtete um ihre Arbeitsplätze und warf der Führung mangelnde Kommunikation vor. Viele Mitarbeiter forderten die Gründung eines Betriebsrates.